# Meta dolloff
Meta dolloff is een spinnensoort in de taxonomische indeling van de strekspinnen.
Het dier behoort tot het geslacht Meta. De wetenschappelijke naam van de soort werd voor het eerst geldig gepubliceerd in 1980 door Herbert W. Levi.
De spin komt voor in de Verenigde Staten in de staat Californië. Hij staat op de Rode Lijst van de IUCN als kwetsbaar.